# Pavel Rödl
Pavel Rödl (* 29. listopadu 1953 Most) je český politik a stavební inženýr, v letech 2008 až 2012 zastupitel Plzeňského kraje, v letech 2006 až 2010 primátor města Plzně, v letech 1998 až 2000 a opět 2002 až 2006 starosta Městského obvodu Plzeň 4 - Doubravka, bývalý člen ODS, později nestraník za Občané.cz a člen hnutí Občané patrioti.

## Život
Vystudoval Fakultu stavební Českého vysokého učení technického v Praze (získal tak titul Ing.).
Pavel Rödl je ženatý, má syna a dceru.

## Politické působení
V roce 1991 vstoupil do ODS. V komunálních volbách v roce 1994 byl za tuto stranu zvolen zastupitelem Městského obvodu Plzeň 4. Mandát zastupitele městského obvodu obhájil ve volbách v roce 1998 a v roce 2002. V letech 1998 až 2000 a znovu 2002 až 2006 pracoval jako starosta Městského obvodu Plzeň 4 - Doubravka. Ve volbách v roce 2014 se do zastupitelstva městského obvodu vrátil jako člen hnutí Občané patrioti (vedl kandidátku).
V komunálních volbách v roce 1998 byl za ODS zvolen zastupitelem města Plzně, v letech 2000 až 2002 byl náměstkem primátora města Jiřího Šnebergera pro kulturu a služby obyvatelům. V komunálních volbách v roce 2006 byl opět zvolen zastupitelem Plzně, když vedl kandidátku ODS. Navíc se dne 2. listopadu 2006 stal primátorem města Plzně. Ve funkci primátora se stal známým svým porušením zákona nelegálním zákazem pochodu neonacistů v Plzni. V srpnu 2010 z ODS vystoupil a oznámil, že bude do zastupitelstva města Plzně kandidovat jako nestraník na kandidátce Občané.cz a ve volbách v roce 2010 byl také zvolen.
V krajských volbách 2008 vedl kandidátku ODS a byl tak kandidátem na hejtmana Plzeňského kraje. Byl zvolen zastupitelem, ODS však skončila v opozici. Ve volbách v roce 2012 již nekandidoval.
Ve funkci primátora skončil v listopadu 2010 a ve volebním období 2010 až 2014 byl řadovým členem zastupitelstva města Plzně.
V komunálních volbách v roce 2014 kandidoval za hnutí Občané patrioti, ale neuspěl. V komunálních volbách v roce 2018 kandidoval za hnutí Patrioti s podporou STAN a Svobodnýcn, ale neuspěl.